# Bundesverband Information und Beratung für NS-Verfolgte

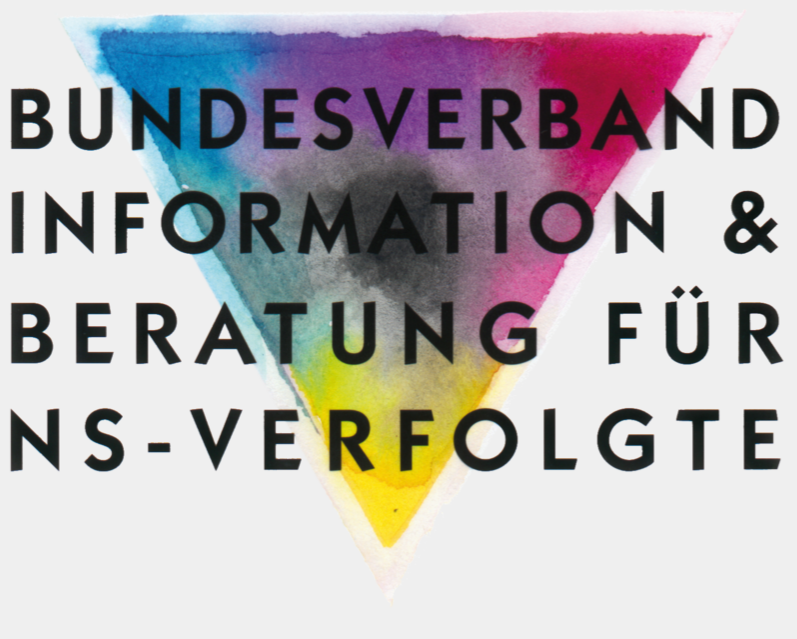
Logo des Bundesverbands Information und Beratung für NS-Verfolgte

Der Bundesverband Information & Beratung für NS-Verfolgte e.V.  ist eine unabhängige Organisation, die die Interessen aller NS-Verfolgten vertritt. Der Bundesverband berät die Betroffenen in Entschädigungsfragen und setzt sich mit sozialen Projekten für die Verbesserung ihrer Lebenssituation ein. Der Verein ist auch Ansprechpartner für die Nachkommen von NS-Verfolgten, die oft von den traumatischen Erlebnissen der Elterngeneration beeinflusst sind. Mit seinen Zeitzeugenprojekten bringt der Bundesverband Überlebende der NS-Verfolgung mit jungen Menschen zusammen und leistet so einen Beitrag zur Prävention gegen gruppenbezogene Menschenfeindlichkeit.

## Geschichte

### Gründung und Mitglieder
Die Gründung erfolgte im Jahr 1992 von NS-Verfolgtenverbänden und engagierten Einzelpersonen. Ziel war es, die Interessen der Überlebenden der nationalsozialistischen Verfolgung zu vertreten und ihnen mit Rat und Hilfe zur Seite zu stehen. Zu den Mitgliedern des Bundesverbands gehören neben vielen interessierten Einzelpersonen Organisationen wie Aktion Sühnezeichen Friedensdienste, die Vereinigung der Verfolgten des Naziregimes – Bund der Antifaschistinnen und Antifaschisten, der Lesben- und Schwulenverband in Deutschland, die Arbeitsgemeinschaft ehemals verfolgter Sozialdemokraten, die Lagergemeinschaft Ravensbrück und die Kölnische Gesellschaft für christlich-jüdische Zusammenarbeit.

### Vorsitzende
- 1992–1994 Peter Liebermann
- 1994–1997 Lothar Evers
- 1997–1999 Hans Frankenthal
- 2000–2012 Regina Suderland
- 2012–2021 Felix Kolmer
- Seit 2022 Volker Kirchesch[2]

### Meilensteine
Von 1992 bis 1997 setzte sich der Bundesverband Information & Beratung für NS-Verfolgte erfolgreich für die Einrichtung eines Härtefonds für NS-Verfolgte in Nordrhein-Westfalen ein. Seither können bedürftige Überlebende mit Wohnsitz in Nordrhein-Westfalen dort finanzielle Unterstützung erhalten.
Im Jahr 1994 erreichte der Bundesverband gemeinsam mit anderen Organisationen eine Entschädigung für die überlebenden Opfer der NS-Militärjustiz. Diese hatten bis dahin keinerlei Entschädigungsleistungen erhalten.
Gemeinsam mit dem American Jewish Committee und anderen Verfolgtenverbänden wurde durch den Bundesverband 1995 erfolgreich eine Kampagne für die Holocaust-Überlebenden in Ost- und Mitteleuropa initiiert.
Der Bundesverband trug wesentlich zu den Verhandlungen bei, die zur Einrichtung der Stiftung Erinnerung, Verantwortung und Zukunft (EVZ) im Jahr 2000 führten. Die Stiftung EVZ hat seither an mehr als 1,66 Millionen überlebende NS-Zwangsarbeiter über 4,5 Milliarden Euro ausgezahlt. Bis heute hat der Bundesverband hat als einzige deutsche Verfolgtenorganisation einen Sitz im Kuratorium der Stiftung EVZ.
Von 2001 bis 2004 beschaffte der Bundesverband im Recherche-Verbund mit Bundesarchiv und Internationaler Suchdienst mehr als 40.000 ehemaligen Zwangsarbeitern Nachweise über geleistete Zwangsarbeit und verhalf den Betroffenen dadurch zu der ihnen zustehenden Entschädigung.
Von 2005 bis 2007 führte der Bundesverband in Nordrhein-Westfalen das Modellprojekt „Anpassung der Versorgungssysteme der Altenhilfe an die Erfordernisse älterer NS-Verfolgter“ durch. Mitarbeiter und Träger der Altenhilfe wurden auf diese Weise für die besonderen Bedürfnisse der Überlebenden sensibilisiert.
Mit dem Zeitzeugentheater führte der Bundesverband ein weiteres wichtiges Pilotprojekt durch. Im Februar 2014 fand am Leibniz-Gymnasium in Dormagen die Premiere statt. Im Rahmen des Projekts erarbeiteten Überlebende des NS-Regimes mit   Schülern ihre Verfolgungsgeschichte in Form eines Theaterstücks. Im Januar 2015 reiste die Gruppe für eine weitere Aufführung nach Israel.

## Aktuelle Projekte
Seit 1997 bietet der Bundesverband die Transferstelle zur Verbesserung der Information und der Beratung für NS-Verfolgte in Nordrhein-Westfalen an. Sie wird vom Land Nordrhein-Westfalen finanziert und ist die Ansprechpartnerin für alle NS-Verfolgten und ihre Nachkommen in Nordrhein-Westfalen bei Entschädigungsfragen und Fragen der Altenhilfe.
Seit März 2005 veranstaltet der Bundesverband an verschiedenen Standorten Erzähl- und Begegnungscafés für die Überlebenden der NS-Verfolgung. Die Betroffenen können sich im Begegnungscafé in geschütztem Rahmen austauschen und erhalten dabei Unterstützung von den Mitarbeitern des Bundesverbands und einem Team von Freiwilligen. Mehrmals im Jahr öffnen sich die Cafés und werden zu Erzählcafés. Dann berichtet einer der Überlebenden von seinem Verfolgungsschicksal. Aktuell werden die Erzähl- und Begegnungscafés in Köln, Düsseldorf und Recklinghausen angeboten.
Im Jahr 2009 hat der Bundesverband das Projekt „Warmes Zuhause“ ins Leben gerufen. Zunächst trafen sich im Rahmen des Projekts russischsprachige Überlebende der NS-Verfolgung im Raum Köln in privatem Rahmen zum Austausch. Seit Anfang 2016 hat der Bundesverband das Projekt auf weitere Städte in NRW ausgeweitet. So gibt es inzwischen „Warme Zuhause“ in Essen, Düsseldorf, Ratingen, Dortmund und Münster.
Im September 2020 startete das neue Projekt „Zeitzeugentheater zum Thema Antisemitismus, Diskriminierung und Fremdenhass“. Für das Projekt erzählen vier Zeitzeugen-Generationen Schülern ihre Geschichten, die dann zu einer Theateraufführung aufgearbeitet werden. Unterstützung erhält das Projekt vom Schauspiel Köln, das zu den wichtigsten Bühnen der Stadt zählt. Das Projekt wird von einem professionellen Team aus Theaterpädagogen, Journalisten, Historikern und Videomachern umgesetzt.
Der Verein befasst sich zudem seit Jahren intensiv mit der Situation der Nachkommen von Überlebenden. Er berät die Betroffenen, bündelt ihre Interessen und führt Veranstaltungen, Fachtagungen und Konferenzen durch. Im Juni 2015 lud der Bundesverband in Berlin zur Konferenz „Zweite Generation“ ein. Die Ergebnisse der Veranstaltung fasst der im März 2016 im Mabuse Verlag erschienene Sammelband „Nachkommen von NS-Verfolgten – Herausforderungen und Perspektiven“ zusammen. Die erweiterte und überarbeitete Neuauflage ist unter dem Titel „Trauma, Resilience, and Empowerment“ im Jahr 2019 in englischer Sprache ebenfalls im Mabuse Verlag erschienen.
Ebenfalls hat sich der Bundesverband in den Sozialen Medien positioniert und präsentiert seine aktuellen Projekte und die Entwicklungen seiner Arbeit in Bildern und Videos sowohl auf Instagram als auch auf Facebook.

## Auszeichnungen
- Im Jahr 2000 wurde der Verein mit dem Demokratiepreis ausgezeichnet, 2004 mit dem Bilz-Preis.
- 2016 erhielt der Bundesverband den Preis Aktiv für Demokratie und Toleranz.
- 2018 erhielt das Projekt „Biografiewerkstatt“ des Bundesverbands den Engagementpreis der Stiftung Gemeinsam Handeln.
- 2021 erhielt das Projekt Zeitzeugen-Theater „Gedächtnisprotokolle der Sprachlosigkeit“ des Bundesverbands den Preis „Aktiv für Demokratie und Toleranz“ des Bündnis für Demokratie und Toleranz (BfDT).[3]